# Mezzelfo (Dungeons & Dragons)
Nel gioco di ruolo fantasy Dungeons & Dragons, il Mezzelfo (Half-elf nella versione originale in inglese) è una delle razze descritte. Definibile come mezzo elfo e mezzo umano, il mezzelfo è una razza ibrida poiché l'individuo discende dall'unione di un elfo con un umano. I tratti razziali sono il risultato di una trasmissione ereditaria equamente distribuita fra entrambe le razze originarie: ha lo spirito d'adattamento, l'individualismo, l'ambizione e l'inventiva di un umano ma lo stesso amore per l'arte e la natura degli antenati elfi.
A partire dalla seconda generazione la proliferazione della razza avviene solamente per unione di due mezzelfi; altre unioni daranno origine a individui non ibridi. Quindi, l'unione di un mezzelfo con un umano dà origine ad un bambino umano e l'unione di un mezzelfo con un elfo dà origine ad un bambino elfo.
Esistendo solitamente delle sottorazze di elfi a seconda dell'ambientazione cui appartengono, è possibile distinguere, in base alla discendenza, le medesime sottorazze di mezzelfi, che ne erediteranno parte dei tratti caratteristici. Alcuni esempi sono mezzelfi alti, mezzelfi grigi, mezzelfi scuri (mezzelfi drow). Queste sottorazze possono differire molto, non solo per l'ambiente naturale in cui vivono ma anche per il loro comportamento (e, regolisticamente, di solito subiscono variazioni più o meno pesanti dall'archetipo comune).
Un mezzelfo, che può vivere per oltre 180 anni (più di un umano ma molto meno di un elfo), anche nell'aspetto evidenza la sua appartenenza a due razze diverse: è un umanoide solitamente alto come un umano ma più leggero e di corporatura meno robusta. Dall'elfo ha ereditato la visione crepuscolare, ovvero la capacità di vedere molto più lontano di un umano in condizioni di bassa luminosità, e può presentare o meno le caratteristiche orecchie a punta. Il colore della pelle varia molto ma, anche se fra gli umani può arrivare fin quasi a nero, nel mezzelfo è difficilmente di toni scuri. Per un umano, un mezzelfo è una creatura quasi sempre di bell'aspetto ma per un elfo può risultare decisamente brutto.
I mezzelfi, al contrario di altre razze non ibride, formano raramente comunità indipendenti; molto più spesso vivono insieme agli umani o agli elfi (con maggiore propensione verso questi ultimi). Il loro modo di pensare è influenzato da questo: vivendo in mezzo agli elfi tenderanno a pensare come un elfo, vivendo in mezzo agli umani tenderanno a pensare in modo umano. Poiché difficilmente riescono a passare per lungo tempo come esponenti puri di queste razze, il trattamento che viene loro riservato può variare dall'odio, all'indifferenza, alla serena accoglienza. Nelle zone meno civilizzate, dove la superstizione attecchisce con facilità, sono usualmente visti con sospetto e quasi mai trattati degnamente; qui tendono ad organizzarsi isolatamente. A parte una certa antipatia per i mezzorchi, sono in generale tolleranti nei confronti degli altri semiumani. I linguaggi normalmente conosciuti dalla razza sono Comune (la tipica lingua degli umani) ed Elfico (la lingua degli elfi); a volte, individui particolarmente intelligenti possono conoscere i linguaggi di altre creature.
Una classe di prestigio può avere fra i requisiti la razza mezzelfica, come, ad esempio, l'Arciere arcano.

## Evoluzione nella storia di D&D

### Original D&D
La razza è introdotta già nella prima edizione del gioco, ma solo a partire dal supplemento Greyhawk dove viene descritta per la prima volta. La scelta della classe da parte di un personaggio di razza mezzelfica è relativamente limitata (da questo punto di vista il "lato umano" della razza non prevale): oltre a poter essere un Ladro ha a disposizione due combinazioni multiclasse, in cui cioè appartiene a più classi allo stesso tempo, ovvero Guerriero/Mago e Guerriero/Mago/Chierico, ma quest'ultima solo se possiede un alto punteggio di Saggezza; in entrambe le combinazioni ha lo svantaggio tipico dei semiumani di avere una limitazione nel livello massimo raggiungibile. Come un elfo ha la capacità speciale di rilevare facilmente porte e passaggi occultati e conosce gli stessi linguaggi; come un umano invece può scegliere uno qualsiasi dei tre allineamenti e non possiede l'infravisione.

### AD&D Prima Edizione
Per poter essere un mezzelfo, il personaggio deve soddisfare dei requisiti minimi nei valori delle caratteristiche (con distinzione fra maschi e femmine). La razza ha accesso alle classi Chierico, Guerriero,  Ladro, Mago, Ranger, Druido (sottoclasse del chierico) e Assassino (sottoclasse del ladro); ma, tranne che nel Ladro e nel Druido, non può raggiungere alti livelli. Il giocatore può scegliere inoltre molte combinazioni multiclasse; è la razza semiumana più versatile da questo punto di vista, merito del "lato umano":
- Chierico/Guerriero
- Chierico/Ranger
- Chierico/Mago
- Guerriero/Mago
- Guerriero/Ladro
- Mago/Ladro
- Chierico/Guerriero/Mago
- Guerriero/Mago/Ladro

Non vi sono restrizioni nella scelta dell'allineamento, dato che a partire da questa edizione del gioco sarà dipendente solamente dalla classe, e non dalla razza. Il mezzelfo ha, come gli elfi ma in modo minore, una certa resistenza agli incantesimi che influiscono sulla volontà mentale, oltre che la capacità di individuare più facilmente porte segrete; possiede l'infravisione, ovvero la capacità speciale di poter vedere al buio. Come gli umani, i mezzelfi non hanno né bonus, né penalità razziali alle caratteristiche. I linguaggi "automatici" sono quasi una decina; ma, anche se non c'è restrizione nella scelta, il numero dei linguaggi addizionali, cioè a libera scelta del giocatore, il cui numero è determinato dal punteggio di Intelligenza è molto limitato rispetto ad un personaggio umano.

### AD&D Seconda Edizione
Rispetto alla prima edizione di AD&D un personaggio di razza mezzelfica può scegliere di essere anche Bardo o Mago specialista (ovvero un mago specializzato in una scuola di magia); poiché il Druido è ora una classe base, ha ulteriori combinazioni multiclasse:
- Druido/Guerriero
- Druido/Ranger
- Druido/Mago
- Druido/Guerriero/Mago

Anche il numero di linguaggi automatici è determinato dal punteggio di Intelligenza e, a differenza degli umani, la scelta del tipo di linguaggio deve essere fatta fra quelli di una limitata lista.

### D&D Terza Edizione
Oltre che non esserci più nessuna limitazione nella scelta della classe e nessun punteggio minimo richiesto nelle caratteristiche, la modifica più rilevante è quella che riguarda la visione del mezzelfo in assenza di fonti luminose: non ha più l'infravisione, e quindi non può più vedere nel buio totale, ma ha la visione crepuscolare, ovvero una vista migliore di quella umana in presenza di poca luce. La resistenza alla magia è comparata a quella degli elfi. Con l'introduzione nella meccanica di gioco del sistema di abilità e talenti il mezzelfo ha un bonus alle abilità Ascoltare, Cercare e Osservare (come nell'elfo, ma il bonus è minore). Come un umano ha tutte le classi come "preferite", quindi non subisce penalità in punti esperienza (nel caso ce ne fossero) diventando multiclasse, e può scegliere qualsiasi tipo di linguaggio come linguaggio bonus.

#### D&D 3.5
Il mezzelfo ha un bonus razziale alle abilità Diplomazia e Raccogliere Informazioni, tipiche "attività" umane; però non può più scegliere qualsiasi linguaggio come linguaggio bonus ma deve attenersi a quelli di una limitata lista, come nell'elfo.

## Ambientazioni

### Forgotten Realms
Nei Forgotten Realms i mezzelfi esistono su Toril esclusivamente nel Faerûn. Non hanno mai influenzato in modo significativo gli eventi che hanno scosso questa terra, e il loro ruolo nella sua storia è stato marginale. Nel continente sono presenti 7 sottorazze di elfi; a scelta del Dungeon Master un mezzelfo può ereditarne o meno i tratti razziali, anche se usualmente parte di quelli fisici sono trasmessi, soprattutto la tendenza ad avere la pelle dello stesso colore.